# Svenska serien i ishockey 1943/44
Die Saison 1943/44 war die neunte Spielzeit der Svenska serien i ishockey, der höchsten schwedischen Eishockeyspielklasse. Meister wurde Hammarby IF. Der Reymersholms IK und Brynäs IF stiegen in die zweite Liga ab.   

## Modus
In der Hauptrunde absolvierte jeder der acht Mannschaften insgesamt 14 Spiele. Der Erstplatzierte der Hauptrunde wurde Meister. Die beiden Letztplatzierten stiegen direkt in die zweite Liga ab. Für einen Sieg erhielt jede Mannschaft zwei Punkte, bei einem Unentschieden gab es einen Punkt und bei einer Niederlage null Punkte.

## Hauptrunde
|    | Klub            | Sp | S  | U | N  | T  | GT | Punkte |
| -- | --------------- | -- | -- | - | -- | -- | -- | ------ |
| 1. | Hammarby IF     | 14 | 10 | 3 | 1  | 68 | 23 | 23     |
| 2. | AIK Solna       | 14 | 10 | 3 | 1  | 56 | 24 | 23     |
| 3. | IK Göta         | 14 | 7  | 4 | 3  | 47 | 26 | 18     |
| 4. | Nacka SK        | 14 | 7  | 0 | 7  | 38 | 37 | 14     |
| 5. | Södertälje SK   | 14 | 5  | 2 | 7  | 28 | 28 | 12     |
| 6. | Karlbergs BK    | 14 | 4  | 1 | 9  | 35 | 49 | 9      |
| 7. | Reymersholms IK | 14 | 3  | 2 | 9  | 24 | 46 | 8      |
| 8. | Brynäs IF       | 14 | 1  | 3 | 10 | 30 | 93 | 5      |

Sp = Spiele, S = Siege, U = Unentschieden, N = Niederlagen